# 8517-es mellékút (Magyarország)
A 8517-es számú mellékút egy rövid, kevesebb, mint 5 kilométer hosszú, négy számjegyű mellékút Győr-Moson-Sopron vármegye területén; Agyagosszergény községet köti össze keleti és nyugati szomszédaival, illetve a 85-ös főúttal.

## Nyomvonala
Vitnyéd és Agyagosszergény határvonalán ágazik ki a 85-ös főútból, annak 49+300-as kilométerszelvénye táján, észak felé. A határvonalat követve indul, de mintegy fél kilométer megtételét követően teljesen az utóbbi település területére ér. 1,5 kilométer után éri el Agyagos településrész délkeleti szélét, ahol az Arany János utca nevet veszi fel. Körülbelül 2,5 kilométer után már – az előbbivel mostanra teljesen egybeépült – Fertőszergény településrészen húzódik, Kossuth Lajos utca néven, nyugati irányban. A 3. kilométerét elhagyva a lakott területeket is elhagyja és délebbi irányt vesz; 4,5 kilométer után már Fertőendréd külterületei közt folytatódik, úgy is ér véget, beletorkollva a 85-ös főútba, annak az 51+750-es kilométerszelvénye közelében. Utolsó szakaszát szervizút köti össze a főútból innen alig több mint 200 méterre kiágazó 8518-as úttal, egy benzinkút egyidejű érintésével.
Teljes hossza, az országos közutak térképes nyilvántartását szolgáló kira.gov.hu adatbázisa szerint 4,883 kilométer.

## Települések az út mentén
- (Vitnyéd)
- Agyagosszergény
- (Fertőendréd)